# Aram (actrice)
Pour les articles homonymes, voir Aram.
 (novembre 2021).
Aram (en persan : آرام), nom de scène d’Azam Mirhabibi (en persan : اعظم میرحبیبی), née en 1953 à Téhéran, est une actrice iranienne.

## Biographie
Après avoir fait la connaissance de Maziar Partow, elle vient au cinéma sous le nom d'Henry Aram. Khosrow Parvizi invite Aram à jouer dans le film Khoshgela avazi gereftin, Aram, enivrée par la passion de la célébrité, accepte toutes les offres.
Sa filmographie comprend essentiellement des rôles de faire-valoir sexy du héros dans des films d'exploitation du film fārsi et quelques rôles dramatiques dans des films d'auteur. Sa carrière s'arrête avec la révolution iranienne.

## Filmographie
- 1973 : Gorg-e bizar
- 1973 : Aghaye jahel
- 1974 : Yavar
- 1974 : Torkaman (en)
- 1974 : Khoshgela avazi gereftin
- 1974 : Bezan berim dozdi
- 1974 : Abarmard
- 1975 : Marg dar baran
- 1975 : Zabih
- 1975 : Tirandaz
- 1975 : Ranande-ye ejbari
- 1975 : Palang dar shab
- 1975 : Defa' az namoos
- 1975 : Baba khaldar
- 1975 : Aloodeh
- 1976 : Tanhai
- 1976 : Tanhaee
- 1976 : Shir Khofteh
- 1976 : Sanjar
- 1976 : Neyzar
- 1976 : Hayoola
- 1977 : Vali-nemat
- 1977 : Sobh-e khakestar
- 1977 : Kalam-e hagh
- 1977 : Hokm-e tir
- 1977 : Faryad-e eshgh
- 1977 : Dar shahr khabari nist
- 1978 : Koose-ye jonoob
- 1978 : Ghobar neshinha